# المنقل (يريم)

تعديل مصدري - تعديل

المنقل هي إحدى قرى عزلة ارياب بمديرية يريم التابعة لمحافظة إب، بلغ تعداد سكانها 66 نسمة حسب تعداد اليمن لعام 2004.